# Liu Jin
Liu Jin (in cinese 刘瑾; 28 febbraio 1451 – Pechino, 25 agosto 1510) è stato un funzionario cinese durante il regno dell'imperatore Zhengde della Dinastia Ming (r. 1505-1521).

## Biografia
Eunuco, leader delle "Otto Tigri", un potente gruppo di eunuchi che controllavano la corte imperiale, Liu divenne famoso per essere stato uno dei funzionari più corrotti dell'impero e della storia cinese. Secondo un rapporto, poco prima che Liu fosse giustiziato, 12.057.800 tael (449.750 kg) di oro e 259.583.600 tael (9.682.470 kg) di argento furono prelevati dalla sua residenza. Nel 2001 l'Asian Wall Street Journal inserì Liù nella lista delle cinquanta persone più ricche degli ultimi 1.000 anni, anche se la quantità effettiva potrebbe essere stata in realtà inferiore.
L'Imperatore ordinò che Liu venisse giustiziato con la morte da mille tagli per un periodo di tre giorni, un supplizio che portò Liu a ricevere 3.357 tagli. Secondo i testimoni, curiosi di Pechino acquistarono la sua carne per un qian (una piccola moneta in vigore all'epoca) e la consumarono accompagnandola con vino di riso. Liu morì il secondo giorno della sua pena, dopo circa trecento-quattrocento tagli.